# Joseph Dosu
Joseph Dosu (Abuja, 19 de junho de 1973) é um ex-futebolista e treinador de futebol nigeriano que atuava como goleiro. Atualmente comanda a Westerlo Football Academy.

## Carreira em clubes
Revelado pelo Julius Berger, Dosu defendeu o clube até 1996, tendo vencido a Copa da Nigéria do mesmo ano. Após os Jogos Olímpicos de Atlanta, foi negociado com a Reggiana, que até então disputava a Série A do Campeonato Italiano, onde permaneceu 2 temporadas.

### Aposentadoria precoce
Em junho de 1997, o goleiro sofreu um grave acidente automobilístico em Lagos, sofrendo lesões na coluna vertebral, tendo que encerrar sua carreira com apenas 23 anos.

## Seleção Nigeriana
Fez parte do elenco da Seleção Nigeriana que conquistou a medalha de ouro nos Jogos Olímpicos de 1996, após vencer Brasil e Argentina nas fases decisivas. Era o único atleta do time que defendia um clube nigeriano, sendo o titular na campanha apesar de ser menos experiente que seu reserva Emmanuel Babayaro (irmão mais velho do lateral Celestine Babayaro).
Dosu ainda jogaria 3 vezes pela seleção principal das Super Águias, contra Marrocos (amistoso), Burquina Fasso e Quênia, pelas eliminatórias africanas para a Copa de 1998.

## Carreira de treinador
Em 2009, Dosu fez sua estreia como treinador na Westerlo Football Academy, uma escola de futebol para crianças sediada em Lagos

## Títulos
Julius Berger
- Copa da Nigéria: 1996

Seleção Nigeriana
- Jogos Olímpicos: 1996